# Johannes Wigbold Jurrema
Johannes Wigbold Jurrema (Termunterzijl, 16 oktober 1865 - Aerdenhout, 30 juli 1952) was een directeur van (de voorloper van) Sociale Zaken van Amsterdam.
Hij was zoon van Willemina Knijpenga en scheepskaptein Wigbolt Jurrema. Hijzelf trouwde met Jacomina de Jongh. Hun zoon, architect Frans Jurrema, overleed tijdens een bombardement op Amstelveen.
Hij werd opgeleid tot het onderwijs, was even onderwijzer in Finsterwolde, maar koos een andere richting. Zijn loopbaan begon op 1 januari 1885 als administrateur van het “Genootschap Liefdadigheid naar Vermogen”, Amsterdam. Van 1890 tot 1892 was hij werkzaam op hetzelfde gebied in Zaandam. Vanaf 1896 leidde hij in het Armbezoek (Armen en Weduwenhof, Burgerlijk Armbestuur voor Huiszittende Armen, Maatschappelijk Hulpbetoon), waaruit het "Bureau voor Maatschappelijke Steun" voortkwam. Hij was er al vanaf 1892 chef en boekhouder. Hij kreeg de titel "wethouder Maatschappelijke Steun". Hij was veertig jaar verbonden aan de armenzorg. Op 1 oktober 1932 ging hij met pensioen, al had hij al eerder met pensioen kunnen gaan. Voor zijn werkzaamheden werd hij benoemd tot ridder (1921) en officier in de Orde van Oranje-Nassau. De Gemeente Amsterdam onderscheidde hem met de zilveren medaille van de stad.